# ارنست فون سالومون
ارنست فون سالومون (آلمانی: Ernst von Salomon; ۲۵ سپتامبر ۱۹۰۲ – ۹ اوت ۱۹۷۲) فیلم‌نامه‌نویس و نویسنده اهل آلمان بود.
وی نویسنده فیلمهایی همچون کارل پیترز و کنگو اکسپرس بوده است.